# François Gourmet
Pour les articles homonymes, voir Gourmet.
François Gourmet, né le 28 décembre 1982 à Libramont, est un athlète belge pratiquant le décathlon, en tant que professionnel depuis fin 2005. Il est aussi ingénieur industriel. Il est devenu coach du @waco_sprint en 2016.

## Palmarès
- Médaille de bronze au 4 x 100 m aux Championnats d'Europe espoirs d'athlétisme 2003
- Champion de Belgique de décathlon 2005
- Médaille d'argent au décathlon des universitaires à Izmir 2005
- Recordman de Belgique en heptathlon et en décathlon 2005
- 13e aux championnats d'Europe 2006 à Goteborg
- Recordman de Belgique de décathlon 2007
- 8e aux championnats d'Europe en salle 2007 à Birmingham
- 15e aux championnats du monde 2007 à Osaka
- Médaille d'argent au décathlon aux Jeux de la Francophonie 2009

## Récompenses
- Spike d'Or 2005
- Meilleur sportif de la province de Namur 2005
- Spike d'argent 2006
- Spike de bronze 2007

## Records
- Heptathlon : 5 857 pts à Liévin en 2005
- Décathlon : 7 974 pts à Osaka en 2007

- 100 m : 10 s 58
- 400 m : 47 s 04
- 1 500 m : 4 min 24 s 08
- 110 m haies : 14 s 81
- saut en longueur : 7,33 m
- saut en hauteur : 1,96 m
- saut à la perche : 5,11 m
- lancer du poids : 14,31 m
- lancer du disque : 42,51 m
- lancer du javelot : 61,92 m